# Соціальна фасилітація
Ефект соціальної фасилітації (інгібіції) (англ. social facilitation) — груповий ефект, що проявляється у підвищенні активності індивіда в умовах здійснення діяльності в групі у порівнянні зі звичним рівнем виконання тієї ж діяльності індивідуально, а також у посиленні домінантних реакцій у присутності інших.

## Психологічна характеристика
Французький професор агротехніки Норман Триплетт у 1898 р. встановив, що присутність інших робить людей більш енергійними та мотивує їх до більшої швидкості моторних дій. Однак у подальших дослідженнях з'ясувалося, що присутність інших може також і знижувати мотивацію, наприклад, при заучуванні непов'язаних за змістом складів, при проходженні лабіринту та рішенні простих арифметичних задач на множення. Підвищене соціальне збудження сприяє панівній реакції. Однак коли алгоритм вирішення невідомий, та людина не знає правильної відповіді, соціальне збудження (реакція на присутність інших неусвідомленого характеру) ускладнює розумову діяльність і призводить до неправильних рішень. Увага людини перемикається з завдання на присутніх людей. Коли ж завдання прості, дії вродженого плану чи добре засвоєні, тоді присутність інших стимулює і сприяє правильним рішенням.
Визначальними чинниками при соціальній фасилітації є:
- кількість присутніх людей (людина в присутності великої кількості людей більш збуджена);
- взаємовідносини всередині групи (симпатія чи антипатія між членами групи);
- важливість стосунків із певними людьми;
- міра просторової дистанції між людьми (чим тісніше розташовані присутні, тим сильніше соціальне збудження).